# Монтвілл (Коннектикут)
Монтвілл (англ. Montville) — місто (англ. town) в США, в окрузі Нью-Лондон штату Коннектикут. Населення — 18 387 осіб (2020).

## Демографія
Згідно з переписом 2010 року, у місті мешкала 19 571 особа в 6942 домогосподарствах у складі 4876 родин. Було 7407 помешкань
Расовий склад населення:
| - 78,7 % — білих - 6,4 % — азіатів - 5,8 % — чорних або афроамериканців - 1,8 % — корінних американців - 3,5 % — осіб інших рас |

До двох чи більше рас належало 3,8 %. Частка іспаномовних становила 7,4 % від усіх жителів.
За віковим діапазоном населення розподілялося таким чином: 20,5 % — особи молодші 18 років, 65,9 % — особи у віці 18—64 років, 13,6 % — особи у віці 65 років та старші. Медіана віку мешканця становила 40,7 року. На 100 осіб жіночої статі у місті припадало 115,7 чоловіків;  на 100 жінок у віці від 18 років та старших — 118,1 чоловіків також старших 18 років.
Середній дохід на одне домашнє господарство  становив 87 191 долар США (медіана — 72 639), а середній дохід на одну сім'ю — 97 843 долари (медіана — 82 174). Медіана доходів становила 59 341 долар для чоловіків та 46 222 долари для жінок. За межею бідності перебувало 6,9 % осіб, у тому числі 6,7 % дітей у віці до 18 років та 4,3 % осіб у віці 65 років та старших.
Цивільне працевлаштоване населення становило 9452 особи. Основні галузі зайнятості: мистецтво, розваги та відпочинок — 22,4 %, освіта, охорона здоров'я та соціальна допомога — 21,4 %, виробництво — 14,8 %, роздрібна торгівля — 10,5 %.